# R III - Riccardo Terzo
R III - Riccardo Terzo è uno spettacolo teatrale ideato e diretto da Alessandro Gassmann e portato in scena nei primi mesi dell'anno 2014. Tra gli altri interpreti la moglie di Gassman, Sabrina Knaflitz. 
È una rilettura del classico del teatro elisabettiano Riccardo III di William Shakespeare interpretato dallo stesso Gassmann con una riduzione sensibile del numero dei personaggi pur rispettando nel profondo il testo originale.
Dal lavoro teatrale Gassmann ha poi tratto un documentario, Essere Riccardo...e gli altri.